# Konrad von Fußesbrunnen
Konrad von Fußesbrunnen ist ein niederösterreichischer Dichter des ausgehenden 12. Jahrhunderts. Er war Angehöriger eines im heutigen Feuersbrunn (Gemeinde Grafenwörth, Niederösterreich) ansässigen edelfreien Geschlechtes (Sohn eines Gerung von Fußesbrunnen) und ist urkundlich um 1182 bzw. 1187 bezeugt. Konrad von Fußesbrunnen wird laut Walter Hansen, Die Spur des Sängers, S. 228, in einer Urkunde 1182 oder 1186 als Testamentszeuge mit seinem Vater Gerung und seinem Onkel Albert von Pfaffstätten erwähnt. (Albert von Pfaffstätten war ein Ministeriale Leopolds V.)
Er ist der Autor des in 3000 mittelhochdeutschen Reimpaarversen verfassten Werkes „Die Kindheit Jesu“. Nach Aussage des Prologs war er zuvor bereits als weltlicher Autor tätig (vgl. V. 82–90); diese Texte sind uns heute aber nicht überkommen. Der Autor Konrad von Fußesbrunnen wird noch einmal im Wilhelm von Orlens von Rudolf von Ems erwähnt. Weitere biographische Daten sind nicht bekannt.
Konrad von Fußesbrunnen wurde (mit rein spekulativen Argumenten) als Autor des „Nibelungenliedes“ in Erwägung gezogen, was aber in der germanistischen Forschung nie ernsthaft diskutiert wurde. Nach Abwägung von fachwissenschaftlich erheblich divergierenden Verfasserthesen argumentiert der Germanist und Mediävist Peter Andersen jedoch für Fußesbrunnen als den wahrscheinlichsten Autor der unter dem Passauer Bischof Wolfger von Erla entstandenen Liedfassung.